# Phyllodoce multipapillata
Phyllodoce multipapillata är en ringmaskart som först beskrevs av Kravitz och Jones 1979.  Phyllodoce multipapillata ingår i släktet Phyllodoce och familjen Phyllodocidae. Inga underarter finns listade i Catalogue of Life.